# Santa Catarina Lachatao
Santa Catarina Lachatao är en kommun i Mexiko.   Den ligger i delstaten Oaxaca, i den sydöstra delen av landet, 400 km sydost om huvudstaden Mexico City.